# Donna F. Ryan
Donna F. Ryan, née en 1948 à Boston et morte le  16 juillet 2012,  est une historienne américaine, spécialisée dans l'histoire de la Shoah - en particulier à Marseille - et dans l'histoire des sourds et malentendants en Europe et durant la Seconde Guerre mondiale. Elle enseigne à l'Université Gallaudet, université pour sourds.

## Biographie
Donna F. Ryan est née à Boston, au Massachusetts. Elle fait ses études au Wheaton College à Norton, au Massachusetts.
Elle reçoit un doctorat (Ph.D.) de Georgetown University en 1984, avec une spécialisation en histoire européenne et en histoire de la France.
En 1984, elle commence sa carrière d'enseignante au département d'histoire de l'Université Gallaudet, où elle devient professeur en 1993.
Donna est décédée le 16 juillet 2012 d'une cancer dont elle souffrait depuis un an.

## Œuvres
- (en) The Holocaust & The Jews of Marseille, The Enforcement of Anti-Semitic Policies In Vichy France. University of Illinois Press, Urbana and Chicago, 1996  (ISBN 0-252-06530-1)
- (en) Donna F. Ryan (éd.) & John S. Schuchman (éd.) Deaf People in Hitler's Europe  (ISBN 9781563681325)